# Wktkラヂオ学園
wktkラヂオ学園（ワクテカラヂオがくえん）は、NHKラジオ第1放送、ラジオ国際放送にて2012年4月7日から2015年3月29日まで、原則として毎週土曜日と日曜日の21:05頃から23時（途中中断あり）まで放送された若者向けの情報番組である。2012年3月23日の21:30 - 21:55にプレ番組「wktkラヂオ学園入学説明会」が放送された。

## 概要
wktkは「ワクテカ」と呼ぶ。キャッチフレーズは「明日のネタはココにある!」
NHKラジオ第1放送では1990年代から『ラジオ公園通り』や『週刊情報サラダ』など若者向けの情報番組や聴取者参加番組を多数放送しており、ここ数年は『きらり10代!』、『夜はぷちぷちケータイ短歌』、『カケダセ!』、『渋マガZ』などを放送してきた。これらの番組を週末夜の時間帯に統合、リニューアルしたものである。
この番組はタイトルにもあるように、高等学校の部活動をイメージしたもので、出演者はその部員やマネジャーと見立てる。現役の中高生を主とした10 - 20代の若者の悩み、恋愛・受験・仕事・人間関係などの相談を受けたり、その年代に特に聞かれるレコード音楽をかけた。アップテンポ調のテーマ音楽は五木田岳彦が作曲した。
また、日曜日23時台は「第3部」と位置づけられ、フロート番組としてロッチによる「だめだめラジオ・天使のお言葉」（通常週）、「怒髪天」の増子直純による「ロックな労働相談室」（最終週。ただし例外＜後述＞あり）も合わせて編成した。なお「第3部」の編成は2013年3月で同ゾーンからは外れ、土曜日20時05分頃から20時55分の枠（週単位の編成構成は従来と同じ）に移設して、それぞれ単独番組として放送されることになった。それにともない、日曜についても土曜と同様の編成となった。
また2012年度については、その日の番組に先駆けて、土曜日は20:45 - 20:55、日曜は19:55 - 20:00に予告編「今日のwktkラヂオ学園」が放送され、その日の番組の内容について、出演者によるトークが行われた。
開始当初から2年間は24:00（翌日0時）までの約3時間だったが、2014年度（同4月5・6日放送）からは、21:05頃 - 23:00までの約2時間の番組に短縮された。
2015年3月28日・3月29日放送分をもって、20時台の番組を統合した3時間ワイド『らじらー!』に移行したため、発展終了となった。

## 出演者

### 曜日別MC
土曜日
- 加藤シゲアキ（NEWS）、ゴリ（ガレッジセール）

日曜日
- 福田彩乃、三浦祐太朗、近江陽一郎（2013年4月7日より）

### 過去のMC
2012年度 - 2013年度
- 中倉隆道（当時NHKアナウンサー） - 番組内では「学園理事長」の肩書。

2012年度
- 日曜21・22時台：ガリットチュウ（福島善成・熊谷岳大）、AKB48（メンバーが週代わりで担当）
  - 基本的には毎回1名出演し、出演メンバーは放送時間帯の関係で18歳以上のメンバーに限定されていた。その週の出演メンバーは放送前日までに発表された。
  - ※開始当初から9月までは、ガリットチュウとあべさく（あべこうじ・佐久間一行）が交代で担当。（後述）
- 日曜23時台：ロッチ・天使（週替わりゲスト）（通常週）、増子直純・浅野真澄（最終週）
  - 2012年7月1日放送分の徳永、12月9日放送分の清水と夏焼、2013年3月3日放送分の嗣永と徳永（2回目の出演）は、いずれもBerryz工房のメンバー。

| AKB出演者（2012年度） | AKB出演者（2012年度）               | AKB出演者（2012年度） | AKB出演者（2012年度） | AKB出演者（2012年度） | AKB出演者（2012年度） | AKB出演者（2012年度） | AKB出演者（2012年度） | AKB出演者（2012年度） | AKB出演者（2012年度） |
| 担当日                | メンバー                            | 担当日                | メンバー              | 担当日                | メンバー              | 担当日                | メンバー              | 担当日                | メンバー              |
| --------------------- | ----------------------------------- | --------------------- | --------------------- | --------------------- | --------------------- | --------------------- | --------------------- | --------------------- | --------------------- |
| 4月8日                | 片山陽加 高城亜樹 柏木由紀 市川美織 | 4月15日               | 仲谷明香              | 4月22日               | 倉持明日香            | 4月29日               | 指原莉乃              | -                     | -                     |
| 5月6日                | 梅田彩佳                            | 5月13日               | 大家志津香            | 5月20日               | 松井咲子              | 5月27日               | 藤江れいな            | -                     | -                     |
| 6月3日                | 横山由依 北原里英                   | 6月10日               | 中田ちさと            | 6月17日               | 宮澤佐江 柏木由紀     | 6月24日               | 仲俣汐里              | -                     | -                     |
| 7月1日                | 松原夏海                            | 7月8日                | 石田晴香              | 7月15日               | 野中美郷              | 7月22日               | 宮崎美穂              | 7月29日               | 佐藤亜美菜            |
| 8月5日                | 放送休止                            | 8月12日               | 佐藤夏希              | 8月19日               | 秋元才加              | 8月26日               | -                     | -                     | -                     |
| 9月2日                | 佐藤すみれ                          | 9月9日                | 中村麻里子            | 9月16日               | 内田眞由美            | 9月23日               | 仁藤萌乃              | 9月30日               | 倉持明日香 中塚智実   |
| 10月7日               | 藤江れいな                          | 10月14日              | 増田有華              | 10月21日              | 田名部生来            | 10月28日              | 片山陽加              | -                     | -                     |
| 11月4日               | 梅田彩佳                            | 11月11日              | 市川美織              | 11月18日              | 島田晴香              | 11月25日              | 石田晴香              | -                     | -                     |
| 12月2日               | 仁藤萌乃                            | 12月9日               | 大場美奈              | 12月16日              | 放送休止              | 12月23日              | 河西智美              | 12月30日              | 放送休止              |
| 2013年                |                                     |                       |                       |                       |                       |                       |                       |                       |                       |
| 担当日                | メンバー                            | 担当日                | メンバー              | 担当日                | メンバー              | 担当日                | メンバー              | 担当日                | メンバー              |
| 1月6日                | 多田愛佳 坂口理子                   | 1月13日               | 山内鈴蘭              | 1月20日               | 鈴木紫帆里            | 1月27日               | -                     | -                     | -                     |
| 2月3日                | 永尾まりや                          | 2月10日               | 小林香菜              | 2月17日               | 近野莉菜              | 2月24日               | 仲俣汐里              | -                     | -                     |
| 3月3日                | 佐藤すみれ                          | 3月10日               | 放送休止              | 3月17日               | 鬼頭桃菜 阿比留李帆   | 3月24日               | 秋元才加              | 3月31日               | 大島優子              |

| 天使（週替わりゲスト） | 天使（週替わりゲスト） | 天使（週替わりゲスト） | 天使（週替わりゲスト）          | 天使（週替わりゲスト） | 天使（週替わりゲスト） | 天使（週替わりゲスト） | 天使（週替わりゲスト） | 天使（週替わりゲスト） | 天使（週替わりゲスト） |
| 担当日                 | ゲスト                 | 担当日                 | ゲスト                          | 担当日                 | ゲスト                 | 担当日                 | ゲスト                 | 担当日                 | ゲスト                 |
| ---------------------- | ---------------------- | ---------------------- | ------------------------------- | ---------------------- | ---------------------- | ---------------------- | ---------------------- | ---------------------- | ---------------------- |
| 4月8日                 | 安田美沙子             | 4月15日                | 南條有香                        | 4月22日                | 吉川友                 | 4月29日                | 放送休止               | -                      | -                      |
| 5月6日                 | 熊田曜子               | 5月13日                | 矢島舞美                        | 5月20日                | 浦野一美               | 5月27日                | 放送休止               | -                      | -                      |
| 6月3日                 | 吉木りさ               | 6月10日                | 七菜香                          | 6月17日                | 小日向えり             | 6月24日                | 放送休止               | -                      | -                      |
| 7月1日                 | 徳永千奈美             | 7月8日                 | 篠崎愛                          | 7月15日                | 宮﨑香蓮               | 7月22日                | 放送休止               | 7月29日                | 放送休止               |
| 8月5日                 | 放送休止               | 8月12日                | トーキングブンブン （時東ぁみ） | 8月19日                | 池澤春菜               | 8月26日                | 放送休止               | -                      | -                      |
| 9月2日                 | 熊井友理奈 中島早貴    | 9月9日                 | 杉原杏璃                        | 9月16日                | 吉川友                 | 9月23日                | 神戸蘭子               | 9月30日                | 放送休止               |
| 10月7日                | 喜屋武ちあき           | 10月14日               | AeLL.                           | 10月21日               | 南條有香               | 10月28日               | 放送休止               | -                      | -                      |
| 11月4日                | 横山ルリカ             | 11月11日               | 今野杏南                        | 11月19日               | 山本梓                 | 11月25日               | 放送休止               | -                      | -                      |
| 12月2日                | さんみゅ〜(β)          | 12月9日                | 清水佐紀 夏焼雅                 | 12月16日               | 放送休止               | 12月23日               | 喜多村英梨             | 12月30日               | 放送休止               |
| 2013年                 |                        |                        |                                 |                        |                        |                        |                        |                        |                        |
| 担当日                 | メンバー               | 担当日                 | メンバー                        | 担当日                 | メンバー               | 担当日                 | メンバー               | 担当日                 | メンバー               |
| 1月6日                 | 仙石みなみ 古川小夏    | 1月13日                | 奥仲麻琴                        | 1月20日                | 亜里沙                 | 1月27日                | 放送休止               | -                      | -                      |
| 2月3日                 | 春香クリスティーン     | 2月10日                | 山根万理奈                      | 2月17日                | 小松未可子             | 2月24日                | 放送休止               | -                      | -                      |
| 3月3日                 | 嗣永桃子 徳永千奈美    | 3月10日                | 放送休止                        | 3月17日                | 南明奈                 | 3月24日                | 足立梨花               | 3月31日                | 放送休止               |

## 曜日ごとの内容
- 土曜日
  - 「シゲゴリのwktkラヂオ学園サタデー」（土曜wktk・wktkサタデー共）
    - 加藤とゴリ、更に不定期で登場するゲストらが「段取り・予定調和なし」のぶっつけ本番でのフリートークを軸に、リスナーから寄せられた投書（はがき、Eメール、Twitter）に答える。
    - 基本的にラジオセンター内CR131スタジオからの生放送。週によっては地方局から放送される場合もある。ただし地方発の場合であっても2012年度はスタジオ非公開だったが、2013年8月3日のNHK岐阜放送局、2014年2月1日のねぶたの家 ワ・ラッセ（青森市）、2014年5月17日のNHK大阪放送局BKプラザからの中継では公開放送が行われた。
    - ラジオネームに「さん・ちゃん」などの敬称をつけてしまうと罰としてしっぺが執行される。ゲストの場合は別の罰になる。

  - 主なコーナー
    - 「wktk刑事しげ&ゴリー」
    - 「もやもや575」
    - 「前略人間のみなさま」
- 日曜日
  - 「福田彩乃、三浦祐太朗、近江陽一郎のwktkラヂオ学園サンデー」（日曜wktk・wktkサンデー共）：2013年4月7日 -
    - 基本的にラジオセンター内CR132スタジオから生放送する（一部内容によって使用スタジオが異なる場合もある）。

  - 21時台「サキドリソング」：2013年度の22時台から移動
  - 22時台
    - 「YO一郎が行くYO!」
    - 「彩乃が代わりに言ってあげる」
    - 不定期に「達人の部屋」が行われる。

この他、Eテレの若者向け番組と連動した学童のいじめを根絶させるための「いじめをノックアウトキャンペーン」の企画番組も随時行う。

### 過去の内容
2013年度土曜日
- 2013年度は女性ゲストパーソナリティーを迎える。4 - 10月まではマンスリーパーソナリティーを1人（組）迎えた。11月以後はゲストパーソナリティは週替わりになった（ゲストMC不在の週もあり）。

1. （2013.4）9nine　5人いるが、村田寛奈は18歳未満で労働基準法に触れるため、残り4人のうちから毎週数名が交代で登場する
2. （2013.5）宮﨑香蓮
3. （2013.6）家入レオ
4. （2013.7）たんぽぽ
5. （2013.8）ドーキンズ英里奈（第1週のみ）、宮﨑香蓮（第2週以後　第3週休止）
6. （2013.9）清水富美加
7. （2013.10）市川美織（第1・3週）、横山ルリカ（第2・4週）
8. （2013.11）たんぽぽ（第1週）、深川麻衣（第2週）、家入レオ（第3週）、宮﨑香蓮（第4週）、ドーキンズ英里奈（第5週）
9. （2013.12）多田愛佳（第1週）、岩永亞美・木下有希子（第3週）、9nine（第4週）
10. （2014.1）清水富美加（第1週）、光宗薫（第2週）、たかまつなな（第3週）、宮﨑香蓮（第4週）
11. （2014.2）家入レオ（第2週）
12. （2014.3）古川愛李（第2週）

- コーナー
  - 「aktk（あくてか）ラジオ学園」
  - 「ダイジョブ星人」
  - 「wktkアイドルわくてかこ」

2013年度日曜日
- 21時台「達人の部屋」：芸能人や文化人など、その道を究めた有名人を招いた人生相談
- 22時台「サキドリソング」：2012年度に同じく、注目の若手歌手・音楽家（特に邦楽関係）を生ゲスト、ないしは事前収録のメッセージゲストに招いて音楽と話を聞く

2012年度
- 「AKB48×泥芸人のwktkラヂオ学園サンデー」（日曜wktk・wktkサンデー共。21時・22時台）：2012年4月8日-2013年3月31日
  - あべさくとガリットチュウが最初の半年間は交代[注 12]で担当し、リスナーはどちらがMCにふさわしいかを投票してもらい、9月30日放送の回で集計が出され、ガリットチュウが人気投票で最多票を得て10月7日以後のレギュラーMCに決定した。
  - また、AKB48のメンバーが毎週交代で登場するほか、注目の若手歌手・音楽家・ご当地アイドルへのインタビュー（特に邦楽関係　生ゲストの場合と、事前に収録した「メッセージゲスト」形式の場合とがある。このコーナーは2013年度も継続）なども送る。
  - AKB48メンバーは放送日に握手会などのイベントが重なった場合、22時台の一部コーナー[注 13]のみの出演となる。
  - 2013年は土曜版同様地方発が随時実施されているが、土曜版とは違い公開生放送されている。
  - 2013年1月6日　日曜版初の地方発、かつ初の公開放送として、パーソナリティの福島の故郷である、熊本県天草市にある天草ケーブルネットワークから公開生放送された。この回は九州地方を本拠地とするHKT48のメンバーも参加。
  - 同3月17日　NHK名古屋放送局のスタジオから公開生放送。この回は東海地方で活動するSKE48のメンバーも参加。
  - 第3部（2012年度は当番組内包　2013年度以後は当番組から分離独立）
  - 「ロッチのだめだめラジオ・天使のお言葉」（通常週の23時台フロート番組）
    - リスナーから送られたダメなお悩みにロッチや週替わりゲストの天使（若手女優・アイドルなど）らが解決法を見出す。2011年年末に特番として放送され好評を得たもののレギュラー化。また、首都圏の大学の放送研究会のメンバー2人（週替わり）がお手伝いとして番組スタッフに参加する。

  - 「増子直純のロックな労働相談室」（最終週の23時台フロート番組）
    - 就職活動に悩む若者の悩みに増子が答える。

## この番組発足に伴う時間移動
この番組の発足に伴い、特に若者向けの番組の整理・統合（事実上、土曜日のカケダセ!と日曜日の渋マガZの機能を中心にしてこの番組に委譲）が行われた他、その時間帯にあった番組の時間移動が相次いだ。

### 土曜日
- とっておきラジオ　土曜16時台→土曜9時台（日曜は従前と同じ16時台）
- 真打ち競演（通常週）・キャンパス寄席（最終週）　土曜20時台→土曜10時台
- ふるさと自慢うた自慢&ふるさと自慢コンサート（隔週交代）　土曜21時台→土曜16時台
- 渋谷アニメランド（通常週）・エレうた!（最終週）　土曜22時台→日曜20時台
- カケダセ!（通常週）　土曜9・10時台→終了
- みんなで科学ラボラジオ（最終週） 土曜9・10時台→祝日を中心に毎月1回放送

### 日曜日
- AKB48の"私たちの物語"・上地雄輔のラジ音!（隔週交代　FM番組の再放送[注 14]）：日曜19時台→土曜20時台
- 渋マガZ：日曜20 - 22時台→終了
- 新日曜名作座：日曜23時台→日曜19時台
- 日曜討論（高校野球開催期間中のみ[注 15]）：日曜23時台→日曜24時<月曜0時>台

### 土・日共通
- ラジオ深夜便：土曜・日曜とも23時台が廃止、日付をまたいだ0時からスタートに（平日は従来どおり23:20スタート　高校野球期間中の日曜日については前述の「日曜討論」終了次第放送[注 16])

## ご当地版
- ぶち☆なま（ラジオ第一） - wktkサンデーの放送翌日にあたる月曜21:05 - 21:55に放送された広島ローカルの若者向け番組。俗称として『wktkラヂオ学園広島校』として位置づけられている。